# 王铁 (1957年)
王铁（1957年10月—），男，河南泌阳人，中华人民共和国政治人物。河南省商业学校毕业，郑州大学法律系毕业，中国政法大学研究生院法学专业法学硕士学历，华中科技大学行政管理专业管理学博士学历。第十三届全国人大代表。

## 生平
1974年3月参加工作，1986年8月加入中国共产党。历任河南省盐务管理局局长、省副食品公司经理、省贸易厅副厅长，中共河南省济源市委副书记、市长、市委书记、市人大常委会主任，中共信阳市委副书记、代市长、市长、市委书记等职。他在信阳任职期间，在全国范围内率先推出“禁酒令”，要求信阳全市所有官员在工作日时间中午一律禁酒，违规者一经被发现立即免职，因而被称为“铁腕书记”。另外他在当地民众中获得较好口碑，因而又有“业余书记”的称号。
2012年1月，被补选为河南省人民政府副省长。2013年4月任中共河南省委农办主任。2018年1月，任河南省人大常委会党组副书记、副主任。2018年2月24日，当选为第十三届全国人大代表。
2018年8月，因涉嫌严重违纪违法，王铁已投案自首，接受中央纪委国家监委纪律审查和监察调查。同年11月，中央纪委国家监委网站发布消息：王铁违反政治纪律和政治规矩、组织纪律，违反廉洁纪律，违反生活纪律。其行为严重违反党的纪律并构成职务违法，应予严肃处理。鉴于其自动投案，主动交代问题并全额上交违纪违法所得，真诚认错悔错，可予以从轻、减轻处理。根据相关党内条例和法律规定，经中央纪委常委会研究并报中共中央批准，给予其开除党籍处分；由国家监委给予其政务撤职处分，降为副处级非领导职务，办理退休手续；中止其中共河南省第十次党代会代表资格；收缴违纪违法所得。这是中国国家监委成立以来首次对省部级干部用到“政务撤职”这一处分，而之前多是由原监察部报国务院批准，实施“行政撤职”处分。